# 全日本フォーミュラ・パシフィック選手権
全日本フォーミュラ・パシフィック選手権(All Japan Formula Pacific Championship）は、1977年から1982年まで日本で開催されていた自動車レースの1カテゴリー。フォーミュラ・パシフィック（FP）規定のフォーミュラカーを使用した四輪レースで、日本自動車連盟（JAF）は国内トップカテゴリーとして位置付けていた。

## 概要
1977年、JAFはそれまでの全日本F2000選手権に代わる国内トップフォーミュラとしてFP規定の全日本フォーミュラ・パシフィック選手権をスタートさせる。初年度からグランプリのタイトルを与える力の入れようだったが、参加台数は集まらずF2000との混走に。この年は選手権は成立しなかった。
翌1978年から本格的スタート。JAFとしてはFP規定でマカオグランプリが行われること、長らくモータースポーツ活動を停止しているトヨタ自動車・日産自動車がエンジンを供給することなどから、全日本F2選手権（F2000が1978年から名称変更）から行く行くはFPを国内トップフォーミュラに据えたい方針だったが、意に反しエントラント・ファンの耳目はFPに集まらず、欧州主体のF2が依然トップフォーミュラと認定され続け、富士スピードウェイの独自カテゴリである富士GCシリーズがF2と並んで日本の代表カテゴリーとなっていた。
全日本FPには長谷見昌弘、星野一義、中嶋悟、松本恵二と言った国内トップドライバーが参戦したものの、平均出走台数は10台前後と言ったシーズンが続き、特に大きなムーブメントを起こすこともになく1982年を以て終了した。なお、JAFは翌1983年から、新たな全日本選手権として全日本耐久選手権をスタートさせる。

## 歴代チャンピオン
| 年     | ドライバー               | 所属チーム               | シャーシ                 | エンジン                 | タイヤ                   |
| ------ | ------------------------ | ------------------------ | ------------------------ | ------------------------ | ------------------------ |
| 1977年 | 参戦台数不足のため不成立 | 参戦台数不足のため不成立 | 参戦台数不足のため不成立 | 参戦台数不足のため不成立 | 参戦台数不足のため不成立 |
| 1978年 | 長谷見昌弘               | 三陽機器レーシング       | シェブロン・B40          | 日産・LZ14               | B                        |
| 1979年 | 和田孝夫                 | 東名自動車               | マーチ79B                | 日産・LZ14               | D                        |
| 1980年 | 長谷見昌弘               | ハセミレーシング         | マーチ792/802/79B        | 日産・LZ14               | B                        |
| 1981年 | 星野一義                 | ホシノレーシング         | マーチ79B                | 日産・LZ14               | B                        |
| 1982年 | 星野一義                 | ホシノレーシング         | ラルトRT4                | 日産・LZ14               | B                        |